# Duplominona sulawesiensis
Duplominona sulawesiensis är en plattmaskart som beskrevs av Martens och curini-Galletti 1989. Duplominona sulawesiensis ingår i släktet Duplominona och familjen Monocelididae.
Artens utbredningsområde är Indiska oceanen. Inga underarter finns listade i Catalogue of Life.